# John R. Sommerfeldt
John R. Sommerfeldt (* 4. Februar 1933 in Detroit; † 4. Dezember 2023 in Irving, Texas) war  ein US-amerikanischer Hochschullehrer, Mittelalterhistoriker und Zisterzienserforscher.

## Leben und Werk

### Ann Arbor
John Robert Sommerfeldt hatte den Wunsch, in die Trappistenabtei Gethsemani einzutreten, musste jedoch aus Gesundheitsgründen davon Abstand nehmen. Er studierte ab 1951 an der University of Michigan in Ann Arbor und wurde 1960 promoviert mit der Arbeit Consistency of thought in the works of Bernard of Clairvaux. A study of mystical leadership in the twelfth century (resümiert unter dem Titel „The Epistemological value of Mysticism in the thought of Bernard of Clairvaux“ in: Studies in medieval culture, hrsg. von ihm selbst, Kalamazoo 1964). 

### Kalamazoo
Dann ging er an die Western Michigan University in Kalamazoo, gründete dort das Medieval Institute und organisierte ab 1962 zweijährlich (ab 1970 jährlich) einen Kongress für Mittelalterstudien (Conference on medieval studies, ab 1979 International Congress on Medieval Studies), zu dem er vor allem auch junge Forscher einlud und der sich, unter anderem wegen der günstigen Zentrallage von Kalamazoo, außerordentlich entwickelte und aus dem später das heutige Center for Cistercian and Monastic Studies hervorging. 1973 holte er den Verlag Cistercian Publications nach Kalamazoo. Sein Nachfolger in der Leitung des Medieval Institute wurde Otto Gründler (1928–2004).

### Irving (Texas)
1977 ging Sommerfeldt an die katholische Privatuniversität University of Dallas in Irving (Texas), wo Louis Julius Lekai wirkte, wurde Präsident der Universität (1978–1980), war Dekan des Constantin College of Liberal Arts und lehrte bis zu seiner Emeritierung Geschichte des Mittelalters.

### Reputation
Sommerfeldt gilt als einer der führenden Kenner der Zisterzienser Bernhard von Clairvaux und Aelred von Rievaulx. 2004 erschien unter dem Titel Truth as Gift eine ihm gewidmete Festschrift.

## Werke

### Autor
- The spiritual teachings of Bernard of Clairvaux. An intellectual history of the early Cistercian order. Cistercian Publications, Kalamazoo 1991.
- Bernard of Clairvaux on the life of the mind. Newman Press, New York 2004.
- Bernard of Clairvaux on the spirituality of relationship. Newman Press, New York 2004.
- Aelred of Rievaulx. Pursuing perfect happiness. Newman Press, New York 2005.
- Aelred of Rievaulx on love and order in the world and the church. Newman Press, New York 2006.
- Christianity in culture. A historical quest. University Press of America, Lanham 2009.
- The flight and fall of the eagle. A history of medieval Germany, 800–1648. Hamilton Books, Lanham 2017.

### Herausgeber
- (Hrsg.) Studies in medieval culture. Western Michigan University, Kalamazoo 1962.
- (Hrsg.) Studies in medieval culture. Western Michigan University, Kalamazoo 1964.
- (Hrsg.) Studies in medieval culture [Third biennial conference on medieval studies, held in Kalamazoo, Michigan, March 17–19, 1966]. Western Michigan university, Medieval institute, Kalamazoo 1970.
- (Hrsg. mit Larry Syndergaard, 1936–2015, und E. Rozanne Elder, * 1940) Studies in medieval culture [Fourth conference on medieval studies, held in Kalamazoo, Michigan, March 13–15, 1968]. Western Michigan University, Medieval Institute, Kalamazoo 1973.
- (Hrsg.) Studies in medieval Cistercian history. 2 Bde. Cistercian publications, Kalamazoo 1974–1976.
- (Hrsg. mit Thomas H. Seiler) Studies in medieval culture. Western Michigan University, The Medieval Institute, Kalamazoo 1977.
- (Hrsg.) Cistercian ideals and reality. Cistercian publications, Kalamazoo 1978.
- (Hrsg.) Simplicity and ordinariness. Cistercian publications, Kalamazoo 1980.
- (Hrsg. mit E. Rozanne Elder) The chimaera of his age. Studies on Bernard of Clairvaux. Cistercian Publications, Kalamazoo 1980.
- (Hrsg.) Abba. Guides to wholeness and holiness, East and West. Papers presented at a Symposium on Spiritual Fatherhood/Motherhood at the Abbey of New Clairvaux, Vina, California, 12-16 June, 1978. Cistercian publications, Kalamazoo 1982.
- (Hrsg.) Erudition at God’s service. Cistercian publications, Kalamazoo 1987.
- (Hrsg.) Bernardus magister. Papers presented at the Nonacentenary celebration of the birth of saint Bernard of Clairvaux, Kalamazoo, Michigan, Western Michigan University, 10–13 May 1990.  Cistercian Publications, Spencer, Mass., 1992.
- (Hrsg. mit Francis Roy Swietek, * 1946) Studiosorum speculum. Studies in honor of Louis J. Lekai, O. Cist. Cistercian Publications, Kalamazoo 1993.